# V1647 d'Orió
V1647 d'Orió (V1647 Orionis) és un estel variable en la constel·lació d'Orió. La seva magnitud aparent —en banda K— és de +9,90. S'hi troba a 450 parsecs (1470 anys llum) del sistema solar i il·lumina una nebulosa de reflexió denominada Nebulosa de McNeil.
V1647 d'Orió és una estrella pre-seqüència principal, encara en la fase de contracció prèvia anterior al començament de la fusió nuclear del seu hidrogen. Extremadament jove, la seva edat s'estima que és igual o menor de 500.000 d'anys —el nostre Sol, amb una edat de 4.600 milions d'anys, és un estel 9.200 vegades més antic. El seu tipus espectral és M0 ± 2 i té una temperatura efectiva de 3.800 K. La seva massa més probable és de 0,8 ± 0,2 masses solars i brilla amb una lluminositat 5,2 vegades major que la del Sol. El seu diàmetre és ~5 vegades més gran que el diàmetre solar.
V1647 d'Orió és una variable eruptiva —catalogada com a variable FU Orionis— que va entrar en erupció a la fi de 2003. Va ser llavors quan va aparèixer la nebulosa de reflexió; l'estel i la nebulosa van romandre brillants durant aproximadament 18 mesos abans d'atenuar-se ràpidament en un període de sis mesos. Actualment en V1647 Orionis se segueix produint acreció de material circumestel·lar, encara que és gairebé òpticament invisible. La seva lluminositat d'acreció és 4 vegades major que la lluminositat solar i el ritme d'acreció de massa —dins del període d'estudi, febrer de 2007— és de 1,0 x 10-6 masses solars per any. La taxa d'acumulació de material durant l'explosió deu haver estat considerablement major que aquest valor.